# 国際興業神戸
株式会社国際興業神戸（こくさいこうぎょうこうべ）は、兵庫県神戸市と明石市でタクシーとハイヤーを運行している事業者である。旧法人は国際興業の子会社で、現法人は国際興業大阪の子会社である。ここでは旧法人と現法人の両方を説明する。

## 事業所
- 神戸市域交通圏・神戸ナンバー
  - 神戸営業所
    - 兵庫県神戸市中央区港島3丁目7-2

  - 明石営業所
    - 兵庫県神戸市西区小山3丁目11-17

過去の営業所
- 旧・神戸支店（分社前）
  - 兵庫県神戸市兵庫区下沢通6丁目1-5
- 三宮営業所（観光バス）
  - 兵庫県神戸市中央区磯辺通1丁目1-32
- 大久保営業所（旧法人時代に閉鎖）
  - 兵庫県明石市大久保町大窪275-1
- 姫路営業所
  - 兵庫県姫路市久保町143→久保町161

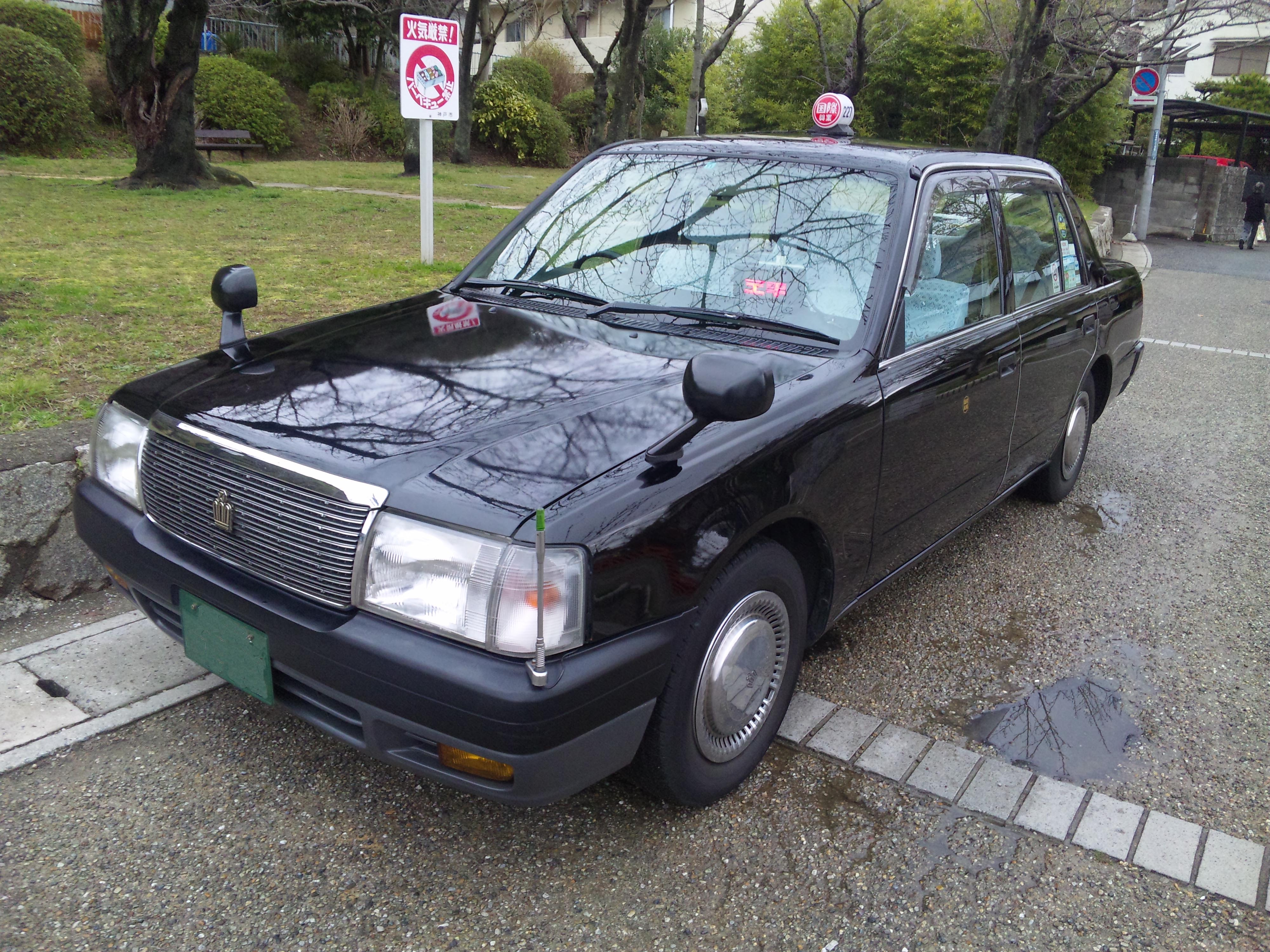
タクシー車両 神戸市内にて

    - 国際興業大阪から三和タクシーに譲渡。現社名国際交通

## 沿革

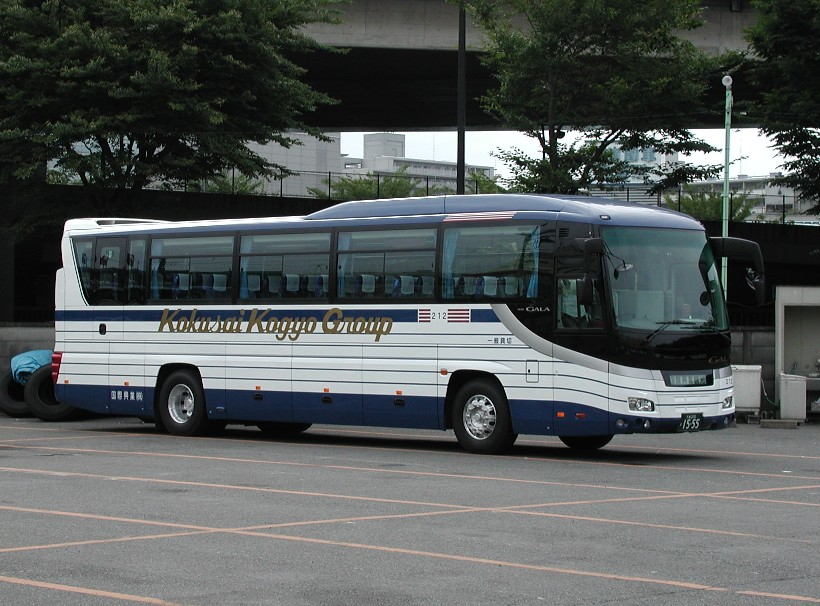
国際興業の観光バス車両のカラーはこの神戸から採用された。（車両は国際興業戸田営業所）

### 旧法人
- 1939年12月1日 - 小倉タクシー設立。
- 1940年
  - 9月5日 - 神戸タクシー合同と改称。
  - 9月15日 - 神戸市のエビスタクシー[2]、渋谷タクシー、相生相互タクシー、楠タクシー、新松竹タクシーを統合。
- 1947年11月20日 - 神戸タクシー[3]と改称。
- 1949年10月1日 - 神戸市の共和交通、港都自動車、明石市の明石交通および姫路市の姫路交通を合併。エリア拡大。
- 1953年8月 - 観光バスの運行を開始。（この時採用したカラーリングがのちに国際興業グループ全体で採用される事に。）
- 1959年6月25日 - 東京の国際興業の傘下に入る。
- 1960年1月14日 - 大阪交通に合併。
- 1961年3月30日 - 大阪交通が国際興業を合併し、商号を国際興業に変更。神戸支店を設置。
- 2003年12月 - 国際興業神戸（旧法人）を設立し、神戸支店を分社。この頃に神戸での観光バスが撤退。
- 2004年2月 - 社屋を現在地に新築移転。
- 2008年3月 - 全但バス系の神戸全但タクシー本社営業所の事業を譲受（同社尼崎営業所は神姫バス系の立花神姫タクシーが譲受）
- 時期不明 - 大久保営業所閉鎖
- 2011年4月1日 - 国際興業大阪と合併し、会社解散。

### 現法人
- 2016年9月　国際興業大阪から姫路営業所を除き分社し、国際興業神戸（現法人）を設立。

## タクシーチケット
国際興業神戸が発行するタクシーチケットは下記の会社で利用可能。
- 国際興業大阪
- 東京四社営業委員会
  - 大和自動車交通
  - 日本交通（東京）
  - 帝都自動車交通
  - 国際自動車（東京・横浜）
- グリーンキャブ（東京・横浜・仙台）
- 毎日タクシーグループ（名古屋）
- 相互タクシー（京都・大阪・神戸）